# 紺野敏文
紺野 敏文（こんの としふみ、1938年 - 2019年4月15日）は、日本の仏像彫刻史学者。慶應義塾大学名誉教授。

## 略歴
東京生まれ。1962年慶應義塾大学文学部哲学科卒業。1979年同大学院文学研究科博士課程満期退学。
1980年奈良県教育委員会文化財保存課技師・主査。1984年慶大文学部助教授、1990年教授、2004年定年、名誉教授。
1998年以後、文化庁文化審議会文化財分科会専門委員として、文化財の国宝指定に関わる。
2019年4月15日、脳梗塞のため神奈川県鎌倉市の病院で死去。80歳没。

## 著書

### 単著
- 『日本彫刻史の視座』（中央公論美術出版, 2004年）
- 『仏像好風』（名著出版, 2004年）
- 『奈良の仏像』（アスキー新書, 2009年）

### 編・監修
- 『古寺めぐり百科 目的に合わせて楽しめる』（主婦と生活社, 1990年）
- 『日本の仏像大百科 第2巻 菩薩』（ぎょうせい, 1990年）
- 『仏像を旅する「奈良」 古代の伝統、文化・文化財』（至文堂, 1991年）
- 『神像の美 すがたなきものの、かたち。』（平凡社, 2004年）

## 論文
- <紺野敏文